# 사코역 (아이치현)
사코역(일본어: 栄生駅)은 일본 아이치현 나고야시 니시구에 위치한 나고야 철도 나고야 본선의 철도역이다. 역 번호는 NH 37이며, 섬식 승강장 1면 2선의 구조를 갖춘 고가역이다.

## 타는 곳
| 1 | 하행 | ■ 나고야 본선             | 이치노미야 · 기후 방면                  |
| 1 | 하행 | ■ 이누야마 선 · 히로미 선 | 이누야마 · 신우누마 · 신카니 방면       |
| 1 | 하행 | ■ 쓰시마 선 · 비사이 선   | 쓰시마 · 사야 · 야토미 방면             |
| 2 | 상행 | ■ 나고야 본선             | 나고야 · 히가시오카자키 · 도요하시 방면 |
| 2 | 상행 | ■ 도요카와 선             | 도요카와이나리 방면                     |
| 2 | 상행 | ■ 니시오 선               | 니시오 · 기라요시다 방면                |
| 2 | 상행 | ■ 도코나메 선 · 쿠코 선   | 오타가와 · 주부코쿠사이쿠코 방면        |
| 2 | 상행 | ■ 고와 선 · 지타 신선     | 고와 · 우쓰미 방면                      |

## 이용 현황
| 연도 | 1일 평균 승차 인원 |
| ---- | ------------------ |
| 2000 | 4,385              |
| 2001 | 4,345              |
| 2002 | 4,443              |
| 2003 | 4,612              |
| 2004 | 4,593              |
| 2005 | 4,845              |
| 2006 | 4,814              |
| 2007 | 4,867              |
| 2008 | 4,960              |
| 2009 | 4,860              |
| 2010 | 4,839              |
| 2011 | 4,884              |
| 2012 | 4,958              |
| 2013 | 5,089              |
| 2014 | 5,209              |
| 2015 | 5,470              |

## 역 주변
- 메이테쓰 병원
- 도요타 산업기술 기념관

## 인접 역
| 나고야 철도 나고야 본선            | 나고야 철도 나고야 본선 | 나고야 철도 나고야 본선                |
| ---------------------------------- | ----------------------- | -------------------------------------- |
| NH 36 메이테쓰나고야 도요하시 방면 | ■ 급행                  | 스카구치 NH 42 메이테쓰기후 방면       |
| NH 36 메이테쓰나고야 도요하시 방면 | ■ 준특급                | 후타쓰이리 NH 40 메이테쓰기후 방면     |
| NH 36 메이테쓰나고야 도요하시 방면 | ■ 보통                  | 히가시비와지마 NH 38 메이테쓰기후 방면 |